# Jana Mason
Jana Mason, pseudonimo di Ursula Comandatore (Jersey City, 11 settembre 1929 – Lake Bluff, 22 agosto 2013), è stata una cantante e attrice statunitense.

## Biografia
I genitori di Ursula erano due operai di origine italiana, Joseph Comendatore e Frances Caiezza. Per aiutare la famiglia fece pochi studi e, dotata di buone qualità canore, col nome di Jana Mason lavorò in radio locali e poi a New York, dove nel 1953 conobbe un altro cantante, David Victorson (1916-1973), che come lei si esibiva nei night club. Entrambi si trasferirono a Las Vegas, dove lavorarono e nel dicembre del 1953 si sposarono. Jana partecipò anche a due Bing Crosby-show e ottenne un contratto con la Decca. 
Nel 1955 ebbe l'occasione di recitare a Hollywood ma l'esperienza si esaurì in un anno con modeste apparizioni in quattro film. In quell'anno Jana Mason apparve anche in due telefilm e conobbe il musicista, oltre che ballerino e attore, Jackie Barnett (1920-1993) col quale iniziò una breve e intensa relazione dopo aver divorziato da Victorson nel 1956. 
Ebbe successivamente relazioni con l'attore comico Phil Foster e con l'industriale e corridore automobilistico James Kimberly, che le fece conoscere il suo amico, collega di sport, musicista e industriale Fred Wacker (1918-1998). I due si sposarono nel 1958 a New York, fecero il viaggio di nozze in Europa, si stabilirono sul lago Michigan ed ebbero tre figli. 
Jana Mason continuò a cantare, esibendosi a Montréal, a Chicago e a Las Vegas. Quando poi, alla fine degli  anni settanta, si unì a un circolo di presbiteriani, decise di dedicarsi al gospel: incise un album di canzoni religiose e con un gruppo di cantanti di gospel intraprese per molti anni dei tour per gli Stati Uniti. 
Negli anni ottanta abbandonò definitivamente il canto. Morì nel 2013 a Lake Bluff, nell'Illinois, e fu sepolta nel Lake Forest Cemetery.

## Filmografia

### Cinema
- La rivolta delle recluse (Women's Prison), regia di Lewis Seiler (1955)
- 5 contro il casinò (1955)
- Mia sorella Evelina (1955)
- L'uomo dalla forza bruta (1955)

### Televisione
- Damon Runyon Theater – serie TV, episodio 1x15 (1955)